# Каратузское
Карату́зское (Каратуз) — село, административный центр Каратузского района Красноярского края, бывшая казачья Каратузская станица. Расположено на юге края, на берегах речки Каратуз, впадающей в реку Амыл, а в последствии — в Енисей. Село находится в 100 км к юго-востоку от железнодорожной станции Минусинск и в 45 км от станции Туба (обе — на линии Абакан — Тайшет).
Население — 7456 человек (2010).

## История
Построение Абаканского (1707 г.) и Саянского (1717 г.) острогов на Енисее закрепило господство русских в Саянском крае. Буринским 1727 г. и Кяхтинским 1728 г. договорами была установлена граница с Китаем. В 20-30-е годы XVIII века по ней раз в год проезжали 20 ясачных и небольшой отряд красноярских казаков-годовальщиков.
В связи со слухами о нападении Джунгарии гарнизон Саянска в 1745 г. увеличили до 60 человек при 6 пушках. В 50-е годы Саянский острог отстроен заново, основаны Таштыпский и Монокский караулы на одноимённых притоках р. Абакан. Они отмечены на военной карте 1759 г. Число казаков в Саянске сократилось в 1751 г. до 30, в 1757 г. до 20 человек.
В 60-е годы XVIII века вновь открыт Ирбинский завод и разрешены вольные переселения казённых крестьян. Число караулов в Присаянье увеличилось до шести. Один из них был основан около 1767 г. на притоке Тубы Амыле при впадении в него р. Шадат.
С 1768 г. казаки стали селиться близ караулов. Казачьи деревни Таштып и Байкалово отмечены экспедицией Петра Симона Палласа (1741—1811), которая 12 сентября 1772 г. побывала в Саянске. Здесь казаки жили в деревне Усть-Ойской. Они несли службу в остроге и на форпостах Ой-Кебежском, Нарысогойском и Шадатском.
В 1773 г. «Шедатский караул» посетил сержант геодезии Егор Яковлевич Пестерев. В 1775 г. «для построения казарм и прочего» было выделено 15 топоров и другие инструменты. Пестерев отвел землю для домов и полей абаканским казакам, которые одни из всех пограничных занимались земледелием. Появилась казачья деревня Арбатская.
В то же время на левом берегу р. Тубы была основана д. Шошина. Казаки с этой фамилией несли службу на Шадатском форпосте. В списке 1785 г. значится 5 казачьих деревень (ни Шадатской ни Каратузской среди них нет).
15 сентября 1785 г. в связи с тем, что «Шедацкая крепость погорела», было разрешено построение крепости в 15 верстах от старой, на отведенном Пестеревым месте.
"…Абаканские Казаки напредь сего при караулах ни какого хлебопашества не имели, ибо они не были поселены при караулах домами; в бытность же мою на границе по представлению моему велено их поселить при караулах; а как при всех караулах довольно имеется способнейших к хлебопашеству земель, то они ныне не только к пропитанию своих семейств, но и продавать довольно хлеба имеют. Шедатского караула Казаки поселены при речке Каратусе, впадающей в реку Имыл; Кебешские Казаки поселены на реке Ое; Саянские при Саянском остроге на реке Енисее; Абаканские выше речки Арбат, впадающей в реку Абакан; Таштыпские при речке Таштып… (Примечания о прикосновенных около Китайской границы жителях, как Российских ясашных татар, так и Китайских Мунгалах и Соютах, деланные Егором Пестеревым, с 1772 по 1781 год, в бытность его под названием пограничного комиссара при сочинении карты и при отыскании пришедших в неизвестность трактованных пограничных знаках, и самой пограничной между Российской Империей и Китайским государством черты, лежащей от Иркутской губернии чрез Красноярский уезд, до бывшего Зенгорского владения / Новыя ежемесячныя сочинения. Ред. Н. Я. Озерецковский и А. П. Протасов. — Ч. 82 (апр.). — СПб., 1793).
В исповедной росписи Тобольской епархии, Красноярского заказа, села Курагинского, Архангельской церкви за 1788 г. впервые появляется роспись «служивых и отставных казаков и их домашних в деревне Каратуской». 61 ревизская душа, включая жен и детей, проживали в 10 дворах. Первожителями деревни были казачьи семьи: Кудриных, Скобеевых, Юшковых, Шаховых, Шахматовых, Белослудовых, Стрижневых, Лазицких, Ковригиных.
Таким образом, основание Каратуза казаками Шадатского караула произошло между 1785 и 1788 годами, годом основания можно считать 1787 год.
Регистрационная метрическая книга Курагинской церкви в январе 1789 года впервые зафиксировала Василия Иванова Юшкова и в ноябре 1789 года Алексея Петрова Шошина, как бракосочетающихся жителей «деревни Каратуской». Деревня жила.
На карте Колыванского наместничества 1792 г. у р. Амыл ниже Шадата обозначен «Шедатский погр. караул», ещё ниже по течению между левыми притоками — поселение «Шедатских казаков».
Топонимический словарь Хакасско-Минусинского края объясняет происхождение слова «Каратуз» от названия реки, на которой стоит село и дает ему следующее значение: «Хара Тус (Черная соль)». В Красноярском крае рек с таким названием четыре:
1. р. Каратуз правый приток р. Дербина (Балахтинский р-н);
2. р. Каратуз, правый приток р. Хабык (Идринский р-н);
3. р. Каратуз левый приток р. Амыл (Каратузский р-н);
4. р. Каратузска правый приток р. Джеб (Курагинский р-н).

Первый гражданский губернатор Енисейской губернии Александр Петрович Степанов (1781—1837) писал:
«Казацкие форпосты расположены в черте на пространстве 250 верст по границе монгольской… В форпост Шадатский дорога торная, идет через Минусинск, через село Тесинское и деревню Шошу. Но прямо из Кебежа езда степною дорогою через пространную равнину, посреди которой пролегают гряды холмов, а далее перелески березовые. В правой стороне видно окончание хребта Саянского. Впереди высокая гора Камыш-таг и, не доезжая до неё, на высокой возвышенности форпост Шадатский, на р. Казьга-Тубе без всякого укрепления.
…Станицы располагаются в прекрасных местах, природа наделила их в изобилии: полями плодородными, лугами цветущими, рыбою, дичью, зверем, рогатым скотом и конями. За то жители не остаются неблагодарными. Они занимаются рачительно как хлебопашеством, так и скотоводством, живут чрезвычайно опрятно, покойно, прославляя Бога и Царя».
Финский этнограф и лингвист Матиас Алексантери Кастрен (1813—1852), путешествовавший в 1845—1849 годах по Сибири, побывал и в Каратузе 5 (17) июля 1847 года:
«…все население по Тубе состоит из туземцев, ссыльных и обруселых племен; вследствие плодородия почвы оно довольно здесь велико, тогда как берега больших притоков её Амыла, Кизира и Зизима почти совсем ещё не возделаны. Самое верхнее поселение во всей этой речной области — Шадатский казачий форпост, находящийся при большой, впадающей в Амыл, реке Каратус. Несколько верст выше его прекращается проезжая дорога, и лишь узкая тропинка ведет путешественника вверх по Амылу в Саянские горы». Во время Минусинского крестьянского восстания 1918 года восставшими крестьянами окрестных деревень и заимок были убиты многие каратуские казаки в числе 27 человек во главе с атаманом П. Т. Шошиным. В том числе пьяными партизанами был застрелен священик о. Щербаков и его супруга.

## География
Село расположено в юго-восточной части Минусинской котловины, у отрогов Восточного Саяна, в бассейне реки Амыл, образующей при слиянии с рекой Казыр реку Туба, впадающую в Енисей. Окружающий рельеф преимущественно увалисто-равнинный, расчленённый долинами. Высота от 300 до 700 м. Так, например, близлежащие горы Шумилиха и Арарат, у подножия которых и расположено село, имеют соответственно высоту 370 и 480 метров. Отдельные низкогорные массивы сложены сланцами, песчаниками, конгломератами, мергелями, известняками, а также туфами, порфиритами и сиенитами палеозойского возраста, которые на более пониженных участках перекрыты суглинками, лёссами и супесями. Климат резко континентальный, иногда засушливый. Средняя температура января от −16° до −20,5 °C, июня от +18,2 до +19,6 °C. Зимой бывают морозы до −52 °C, а летом температура иногда поднимается до +45 °C. Продолжительность вегетационного периода около 150—160 суток.

## Население
| 1939 | 1959  | 1970  | 1979  | 1986  | 1989  | 2002  | 2010  |
| ---- | ----- | ----- | ----- | ----- | ----- | ----- | ----- |
| 4582 | ↗5527 | ↗6610 | ↗7501 | ↗8836 | ↗8864 | ↘8025 | ↘7456 |

## Экономика
Основная отрасль специализации — сельское хозяйство.
Крупные предприятия села:
- Каратузхлебопродукт (производство хлебобулочных изделий)
- Дорожное ремонтно-строительное управление (ремонт и содержание дорог)
- Автотранспортное предприятие (междугородные автобусные пассажирские перевозки)
- Тепловодоканал (жилищно-коммунальные услуги)
- Райсоюз (реализация товаров народного потребления)
- Хлебоприёмный пункт (обработка и хранение зерна)
- Ремонтно-транспортное предприятие (ремонт сельскохозяйственной техники и агрегатов)

## Инфраструктура
Автодорогой Кочергино — Каратузское село связано с трассой Минусинск — Кускун, откуда имеется выход на Абакан, Курагино и Красноярск. От Каратузского также отходит несколько дорог к ряду населённых пунктов Каратузского района: Верхний Кужебар, Ширыштык (с выходом на трассу Р257 к посёлку Танзыбей), Верхний Суэтук (с выходом на трассу Р257к своротку к Синеборску) и другим. Вокруг Каратузского построена объездная дорога.

## Культура
В селе имеется единственный храм — Петра и Павла (1852 год постройки), краеведческий музей (располагается в здании бывшей церковно-приходской школы), детская и взрослая библиотеки.
В настоящее время от старинной застройки Каратуза практически ничего не осталось, последние исторические дома (здание Высшего начального училища, дом мещанина Крылова, здание в больничном комплексе «дом купчихи Колобовой» и др.) в настоящее время либо сносятся, либо перестраиваются и покрываются сайдингом с согласия местной власти.